# Großsteingrab Overdrevsstykket
Das Großsteingrab Overdrevsstykket war eine megalithische Grabanlage der jungsteinzeitlichen Nordgruppe der Trichterbecherkultur im Kirchspiel Vejby in der dänischen Kommune Gribskov. Das Grab wurde 1838 archäologisch untersucht und später zerstört.

## Lage
Das Grab lag in Vejby Strand hinter dem heutigen Haus Hanebjergvej 5.

## Forschungsgeschichte
Jens Jacob Asmussen Worsaae führte 1838 eine Ausgrabung der Anlage durch. 1886 führten Mitarbeiter des Dänischen Nationalmuseums eine Dokumentation der Fundstelle durch. Dabei konnten keine baulichen Überreste mehr festgestellt werden.

## Beschreibung
Die Anlage besaß eine runde Hügelschüttung, deren Durchmesser nicht überliefert ist. Der Hügel enthielt zwei Grabkammern, die wohl beide als Dolmen anzusprechen sind. Eine Kammer bestand aus sechs Wandsteinen und einem Deckstein. In den Zwischenräumen der Steine konnte Worsaae Trockenmauerwerk aus flachen Steinplatten feststellen. Der Zugang zur Kammer lag an der Ostseite. Die zweite Grabkammer war ähnlich gebaut, besaß aber einen etwas kleineren Deckstein.